# René Purnal
 (juin 2025).
René Purnal est un poète belge d’expression française né à Tournai le 24 septembre 1898 et mort au sanatorium de Draveil (France) le 3 juillet 1970. Il a aussi écrit sous le pseudonyme de Sacher Purnal.

## Œuvres
- 1921 – Introduction à la vie cruelle
- 1922 – Cocktails
- 1925 – Douze bois d’occasion
- 1925 – Sel de la terre

Éditions récentes
- Avatars : Poèmes 1922-1934, choix et présentation de Karel Logist, éditions de La Différence, 1996